# Cutty Sark Trophy
Cutty Sark Trophy (obecnie STI Friendship Trophy) – nagroda w regatach Cutty Sark Tall Ships' Races (obecnie Tall Ships' Races). Ma postać srebrnego modelu klipra herbacianego Cutty Sark.
Nagroda ucieleśnia ideę regat Cutty Sark Tall Ships' Races, ponieważ nie jest przyznawana najszybszej jednostce, lecz tej, która uczyniła najwięcej dla umacniania zrozumienia i przyjaźni między narodami. Jest przyznawana w głosowaniu kapitanów wszystkich załóg uczestniczących w zawodach.
W 1980 roku Cutty Sark Trophy otrzymał Dar Pomorza, a w 1999 roku – Pogoria.